# ناحية لاله زار
ناحية لاله زار (بالفارسية: بخش لاله‌زار) هي ناحية في مقاطعة بردسير التابعة لمحافظة كرمان في إيران. في تعداد عام 2006، كان عدد سكانها 9,473 نسمة في 2,227 عائلة. لا توجد مدينة تابعة لهذه الناحية. وفيها قسمان ريفيان: قسم لالة زار الريفي وقسم قلعة أصغر الريفي.